# ماريا بارادو دي بيليدو

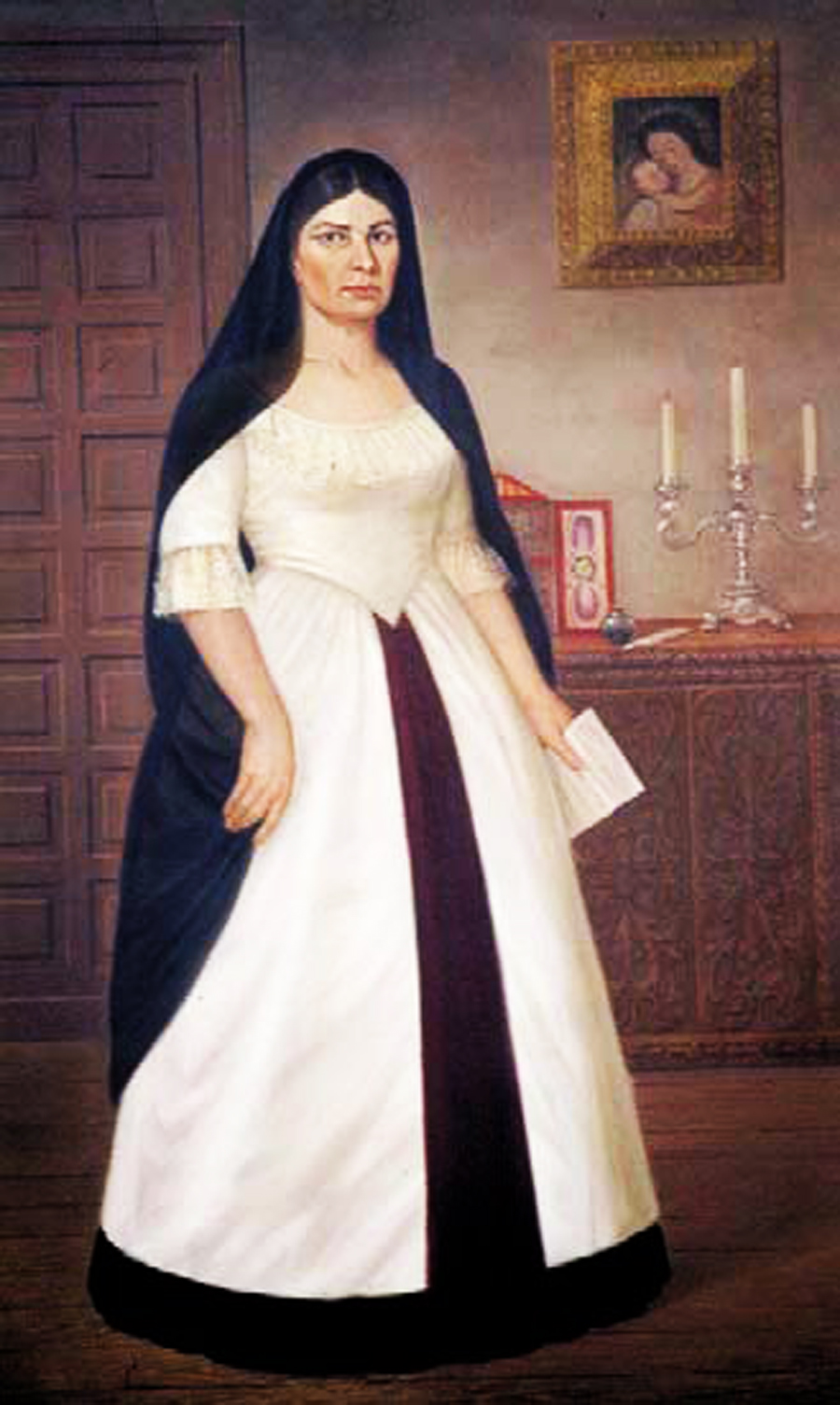
لوحة ماريا بارادو دي بيليدو ، فنان غير معروف

كانت ماريا بارادو دي بيليدو (5 يوليو 1777 - 11 مايو 1822) ثورية من سكان بيرو الأصليين أثناء النضال من أجل الاستقلال عن إسبانيا.

## الحياة
ولدت في أياكوتشو المعروفة أيضًا باسم هوامانغا. تزوجت ماريانو بيليدو عندما كان عمرها 15 سنة. [3] كان زوجها وأحد أبنائها يقاتلون من أجل الاستقلال  وقد تنقل معلومات حول تحركات القوات الإسبانية  وتملي خطاباتها وتوقيعها لأنها كانت أميّة. بعد کشف إحدى رسائلها من قبل الإسبان  تم القبض عليها واستجوابها  لكنها قالت إنها تفضل الموت على خيانة بلدها: «لا توجد حالة ضحى بها من قبل الإسبان». تم إطلاق النار عليها من قبل الإسبان في 11 مايو 1822.

## الولادة والسنوات الأولى
يتفق العديد من المؤرخين على أن ماريا بارادو دي بيليدو ولدت في هوامانغا التي كانت تسمى آنذاك أياكوتشو في المرتفعات الجنوبية من بيرو.ومع ذلك ادعى القس كارلوس كارديناس أنه اكتشف شهادة تعميدها في أبرشية كانغالو حيث كانت ستولد على وجه الدقة في مقاطعة باراس الحالية. كما لا يوجد إجماع على سنة ولادتها. تضعه بعض المصادر في عام 1777 وآخرون عام 1761  لكنهم جميعًا يتفقون على نفس التاريخ: 5 يوليو.
كان والداها فرناندو بارادو وهو كريول من أصول بيروفية العليا  وجاسينتا جايو  وهي امرأة من السكان الأصليين.
كانت طفولتها شبيهة بطفولة كل فتيات زمانها  اللواتي لم يتلقين تعليمات وکن یستعدن للمهام الزوجية فقط.

## الزواج والأطفال
تزوجت في سن الخامسة عشرة  من ماريانو بيليدو رجل الأعمال الذي عمل حوالي عام 1820 في القسم البريدي في مقاطعة باراس في مقاطعة كانغالو حيث سكن أفراد الأسرة على الرغم من أنهم أقاموا مؤقتًا في هوامانغا.أنجبا سبعة أطفال: جريجوريا وأندريا وماريانو وتوماس وماريا ولياندرا وبارتولا. تعاون زوجها وأبناؤها منذ عام 1820 مع القوات الوطنية.
انضم ابنها توماس إلى الرتب الوطنية للجنرال خوان أنطونيو ألفاريز دي أريناليس عندما مرت عبر هوامانغا في عام 1820 ثم انضم إلى المونتونيروس الوطنيين بقيادة كيروز لازون الذين كانوا نشطين في كانغالو. كما بدأ زوجها وابنها الآخر ماريانو في التعاون مع المونتونيروس الذين عملوا بالتنسيق مع القوات النظامية للجنرال خوسيه دي سان مارتين.
هي تعتبر بطلة من بيرو  وقد خلقت التقاليد الشفوية عنها العديد من الأساطير. يقال إن الجنرال كاراتالا  في محاولة لإقناعها بالتحدث  أمر الجنود بإحراق منزلها حيث تعيش بناتها  لكنهم نجوا لأن السكان المحليين حذروهم من الفرار؛ أنها توقفت خارج كنيسة سانتو دومينغو في طريق إعدامها للركوع والصلاة لمريم العذراء؛ وأنه بعد إعدامها  نال كاهن جثتها ودفنها في أرض مكرسة في كنيسة لا ميرسيد.لقد قيل أن «بيليدو أصبح شخصية ذات أبعاد أسطورية متداخلة بعمق مع الإحساس البيروفي بالأمة».

## جهود من أجل قضية التحرير
احتل جيش التحرير بقيادة الجنرال خوسيه دي سان مارتين مدينة الملوك وأعلنت استقلال بيرو في بلازا مايور في ليما عام 1821.وتراجع الملكيون  بقيادة نائب الملك خوسيه دي لا سيرنا إلى الجبال بينما انضمت معظم مدن الساحل إلى الدفاع الواقعي. كانت الطاعة لها تنمو أيضًا في المرتفعات الوسطى ممثلة بالمسلحين الذين يقودون السكان الأصليين والهجين الموالين للملك.
اسست لاسیرنا في المرتفعات الجنوبية  في كوسكو والتي أصبحت معقلًا للملكيين الذين كانت قواتهم في الغالب مكونة من الهنود الذين تم تجنيدهم قسراً من كوسكو.أرسلت لا سيرنا قواتها إلى المرتفعات الوسطى  لإخضاع «المتمردين»  كما یطلقون على الوطنيين.. قاد قوات القمع هذه الجنرال خوسيه كاراتالا والعقيد خوان لوريغا. كان كاراتالا مسؤولاً عن القمع في مقاطعة باريناكوتشاس ولوكاناس وهوامانغا. لقد نفذ أهدافه بلا رحمة. أحرقت قرى بأكملها ودُمرت وذبح سكانها. واحدة من تلك البلدات كانت كانغالو.
أسس كاراتالا مقره الرئيسي في مدينة هوامانغا. كان أحد أهدافها الارتباط بالقوات الملكية التي تقاتل القوات الوطنية في إيكا (الساحل الأوسط)  ولكن بعد هزيمة هذه القوات في معركة لا ماكاكونا (بالقرب من إيكا) بقي في هوامانغا وركز كل جهوده على إبادة متمردي كويروس، حيث كان زوج وأطفال ماريا بارادو دي بيليدو نشطين.

## الأنشطة الوطنية
مؤکداً كان الزوج وأطفالها المثالیة هو الذي دفع ماريا أندريا للعمل أيضًا من أجل قضية التحرير من مدينة هوامانغا. ولأنها لم تكن تعرف كيف تكتب فقد أملت على صديقة موثوق بها تدعى ماتياس مدريد الرسائل التي أرسلتها إلى زوجها لإبلاغهم بالتحركات وخطط العدو. المعلومات التي أبلغها ماريانو على الفور إلى الوطني كويروس.بفضل إحدى هذه الرسائل تمكن المتمردون الوطنيون من مغادرة بلدة كويلكاماشاي  في 29 مارس 1822. وفي اليوم التالي احتل الملكيون المدينة  وهناك تم العثور على إحدى رسائل ماريا  التي نسيتها بلا مبالاة في سترة حرب العصابات.
كان هذا نص الرسالة المذكورة:
هوامانغا، ٢٦ مايو ١٨٢٢
عزيزي ماريانو:
غدا تخرج القوة من هذه المدينة لتأخذ من هو موجود هناك والآخرين الذين يدافعون عن قضية الحرية. أبلغ قائد تلك القوة السيد كويروس وحاول الفرار فورًا إلى هوانكافيليكا حيث يتواجد أبناء عمومتنا الزنجيون؛ لأنه إذا حدث لك مصيبة (لا سمح الله) فسيكون ذلك ألمًا لعائلتك وخاصة لزوجتك.
أندريا.

### الأسر
على الرغم من أن الرسالة المكتشفة تم توقيعها فقط بالاسم الأوسط للبطلة  إلا أن الملكيين سرعان ما حددوا هوية المرسل. اعتقلت ماريا في 30 مارس في هوامانغا. لم تتردد كاراتالا في تعذيبها. لكنها رفضت تمامًا إعطاء الأسماء وقدمت نفس الإجابة مرارًا وتكرارًا: «لقد كتبتها!» وأخيراً أمرت كاراتالا بإعدامها.

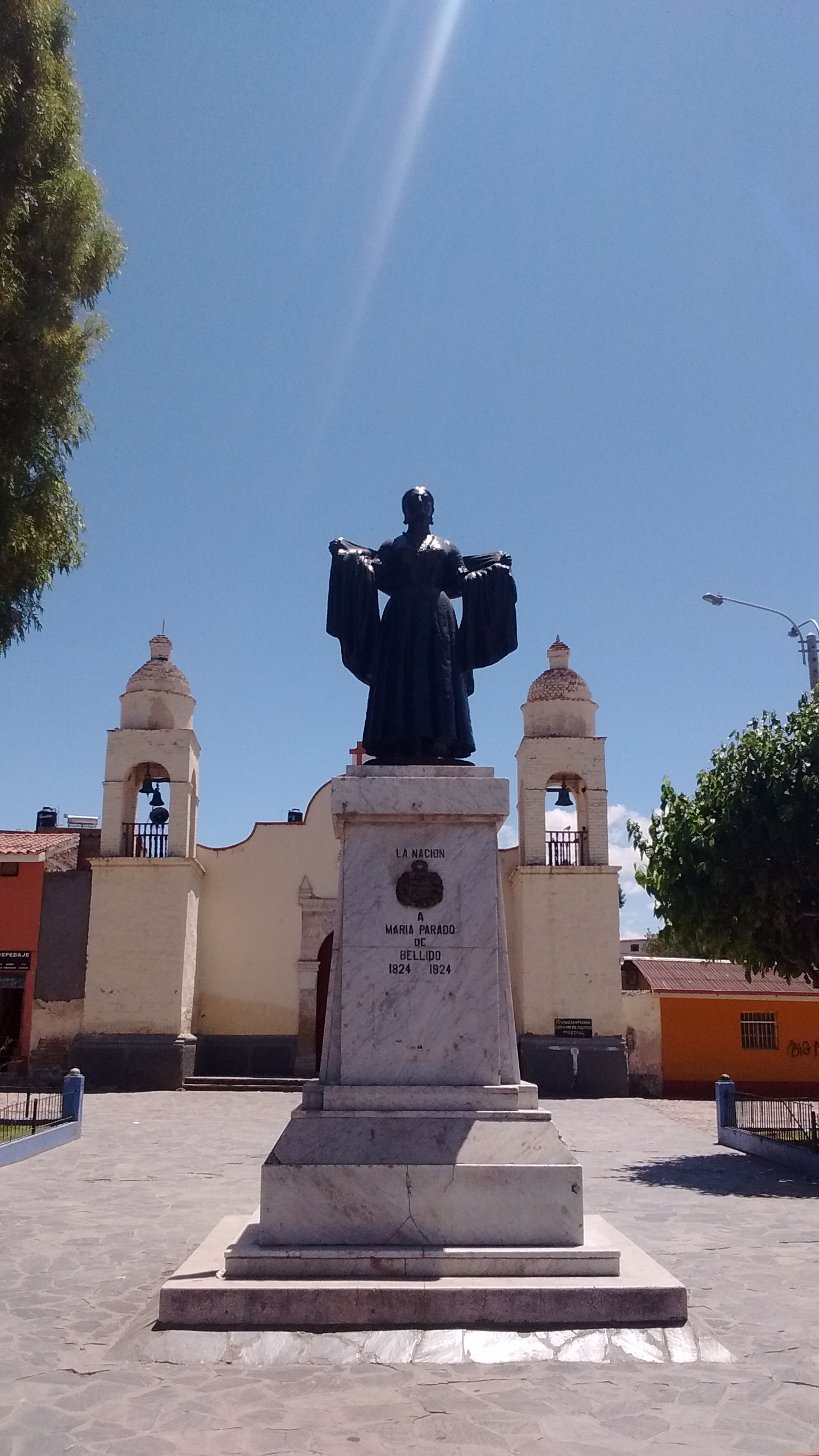
نصب تذكاري لماريا بارادو دي بيليدو

### استشهاد
تحت حراسة قوات الحامية الملكية  نُقلت ماريا في موكب حول ميدان هوامانغوينا. في كل زاوية  قرأ ضابط جانب من الجملة التي أصدرها كاراتالا مبررًا تصرفه «كمثال لأي شخص آخر يحاول التمرد على ملك والسيد بيرو».ثم تم نقلها إلى بامباس أو بلازويلا ديل أركو حيث كانت فرقة الإعدام في انتظارها. بعد توبيخها للمرة الأخيرة  لكشف أسرار الحركة التي وعدت بحياتها رفضت الاقتراح دون تردد واستسلمت لتلقي التعذيب الأخير. ركعت على ركبتيها منتظرة الموت بنظرتها الموجهة إلى الجنة. في وقت الاستشهاد كانت تبلغ من العمر أكثر من 60 عامًا.
قال إن رهبان ميرسيداريون دفنوا جثتها من أجل الصدقات في معبدهم  على بعد بضعة مبانٍ من مكان الإعدام  بينما تُركت بناتها لمصيرهن ولجأن إلى الكنيسة. ثم ظهرت عدة روايات محيرة عن عائلتها.الشيء الوحيد الذي يمكن التحقق منه هو ما أنشأه سيمون بوليفار معاش سماح لبنات الهيروين الباقين على قيد الحياة. ولا يعرف مصير زوجها وأولادها الذين شاركوا في مونتيراس.
تم الاحتفال بها باسم منطقة ماريا بارادو دي بيليدو في مقاطعة كلاو في بيرو. لوحة (إطلاق النار علی ماريا بارادو دي بيليدو..) للرسام كونسويلو سيسنيرو (1929) محفوظة في المتحف الوطني للآثار.في عام 1975  حمل طابع بريدي من بيرو صورتها كجزء من مجموعة طوابع «عام المرأة البيروفية».

### صور
على الرغم من نقص بيانات السيرة الذاتية  انتشرت شهرة ماريا خارج موطنها الأصلي. ومن الأمثلة على ذلك الكاتب الأمريكي الشهير كارلتون بيلز الذي كتب عنها في كتابه Fire on the Andes. من جهته أشاد الصحفي أوريليو ميرو كيسادا في زيارة قام بها إلى منزل البطلة في أياكوتشو كما أشاد بها في كتابه Costa، sierra y Montaña.
توفيت عن عمر يناهز 44 عامًا  كانت بطلة من بيرو وشهيدة من أجل استقلال بيرو. قالت قبل وفاتها إن الأمر بالإعدام. رفضت ماريا بارادو دي بيليدو رفضًا قاطعًا إعطاء أسماء وخضعت لاستجواب مكثف لكشف أسماء الوطنيين الملتزمين.
بطلة بيرو من زمن الاستقلال. عملت ماريانو بيليدو وأبناؤها سعاة للجيش الوطني في منطقة هوامانغا. كانت مهمتها الرئيسية هي الإبلاغ عن تحركات القوات الملكية.

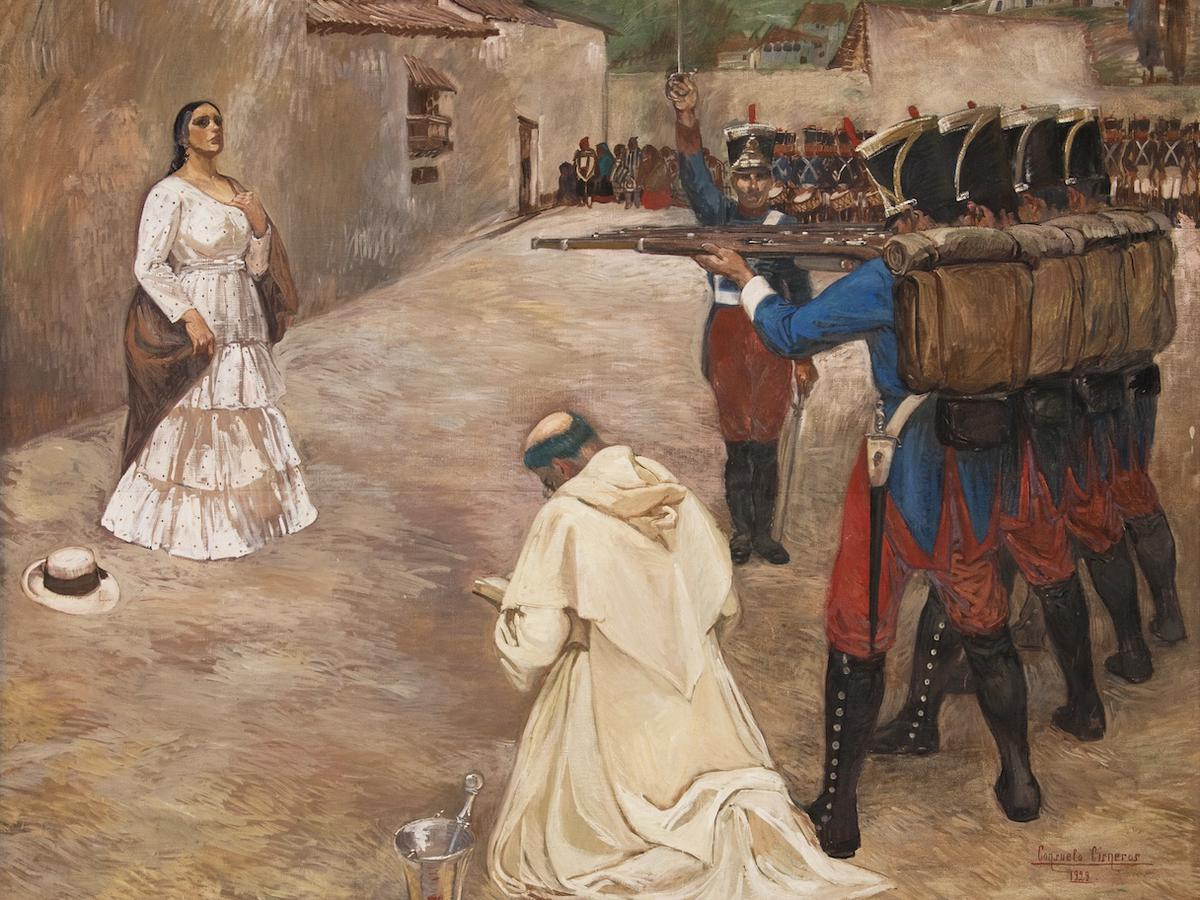
إعدام ماريا بارادو دي بيليدو ("إطلاق النار على ...)